# Huasong
Huasong est une marque automobile spécialisée dans les vans créée en 2014 par Brilliance constructeur automobile chinois..
À la suite de la création le 1er janvier 2018 par Brilliance et Renault de la coentreprise Renault-Brilliance-Jinbei Automotive Company, la marque Huasong est depuis consolidée, tout comme sa marque sœur Jinbei, par le Groupe Renault.